# 1504

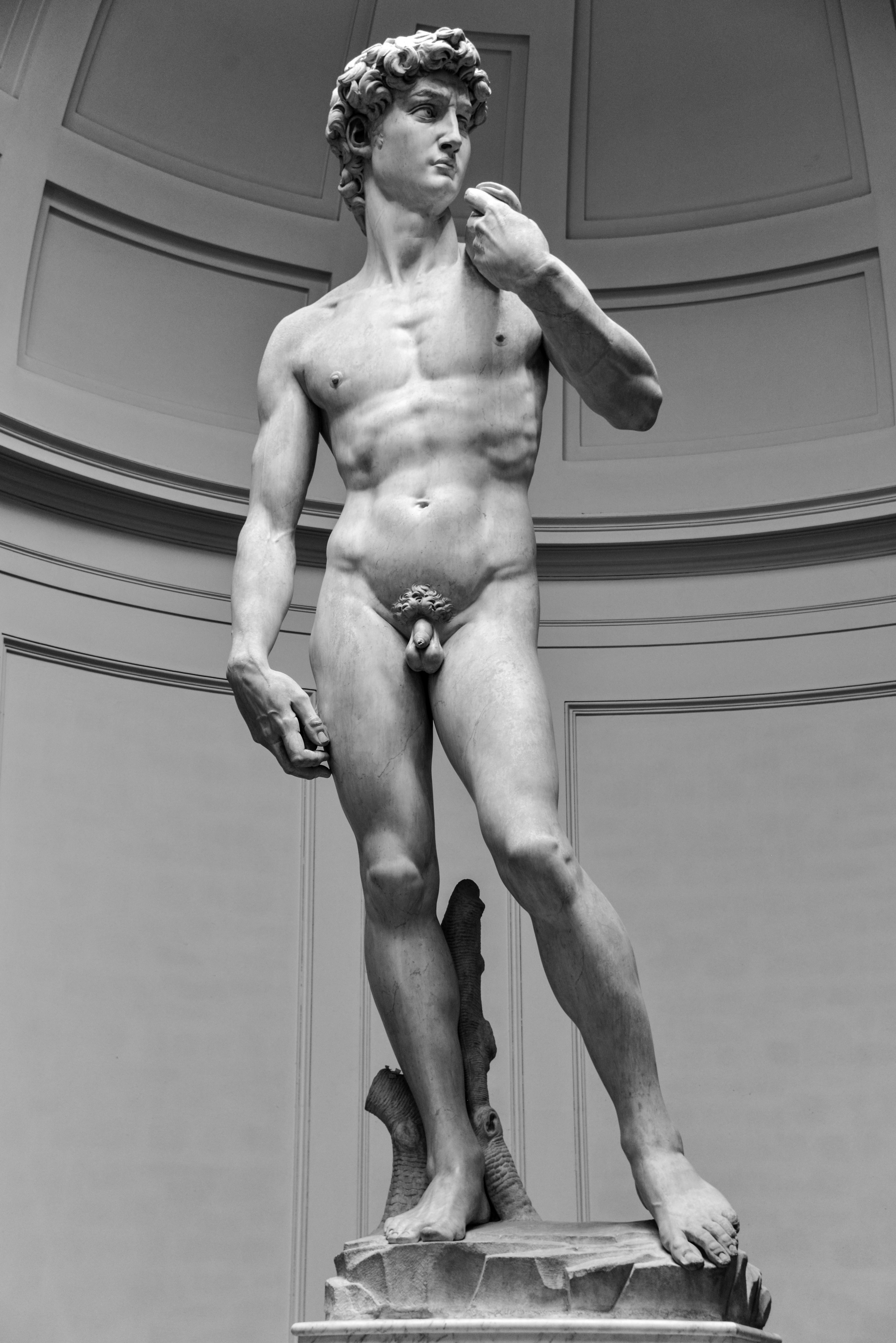
Michelangelo's David

Het jaar 1504 is het 4e jaar in de 16e eeuw volgens de christelijke jaartelling.

## Gebeurtenissen
januari
- 22 - In Mechelen wordt opnieuw de Grote Raad van Mechelen ingesteld als hoogste rechtsorgaan voor de Habsburgse Nederlanden.

februari
- 29 - Een maansverduistering op deze datum wordt door Christopher Columbus gebruikt om de indianen te overtuigen dat hij bijzondere krachten bezit, zodat ze hem van voedsel voorzien.

maart
- 31 - Verdrag van Lyon. Lodewijk XII van Frankrijk erkent het verlies van Napels, maar houdt Milaan. Einde van de Tweede Italiaanse Oorlog.

april
- 23 - In ruil voor toezeggingen van land stelt koning Maximiliaan I zich in de Landshuter Successieoorlog op achter Albrecht IV van Beieren.

mei
- 12 -- - De conjunctie van Jupiter en Saturnus op de door hem berekende datum overtuigt Copernicus van het heliocentrisch model.

juli
- 13 - Albrecht IV van Beieren verslaat Ruprecht van de Palts in een veldslag in de Landshuter Successieoorlog. Ruprecht trekt zich terug naar Landshut.

augustus
- 23 - Aken en omgeving worden getroffen door een aardbeving met als sterkte 5 op de schaal van Richter.

september
- 8 - De David van Michelangelo wordt onthuld.
- 22 - Verdrag van Blois: Karel van Luxemburg (de latere keizer Karel V) wordt verloofd met Claude van Frankrijk met het koninkrijk Napels als bruidsschat.

november
- 15 - In de bul Illius fulciti richt paus Julius II een kerkprovincie met een aartsbisdom en 2 bisdommen op in de Nieuwe Wereld. Vanwege bezwaren van Spaanse zijde is het besluit echter niet effect.

zonder datum
- Babur vestigt een rijk in Afghanistan met Kaboel als hoofdstad, het latere Mogolrijk.
- De oudste dochter van Anna van Bretagne, Claude, wordt bij verdrag voorbestemd om te trouwen met de latere koning Frans I van Frankrijk.
- Stichting van San Juan (Hispaniola)
- Stichting van het Sint Janshof in Leiden.

## Beeldende kunst

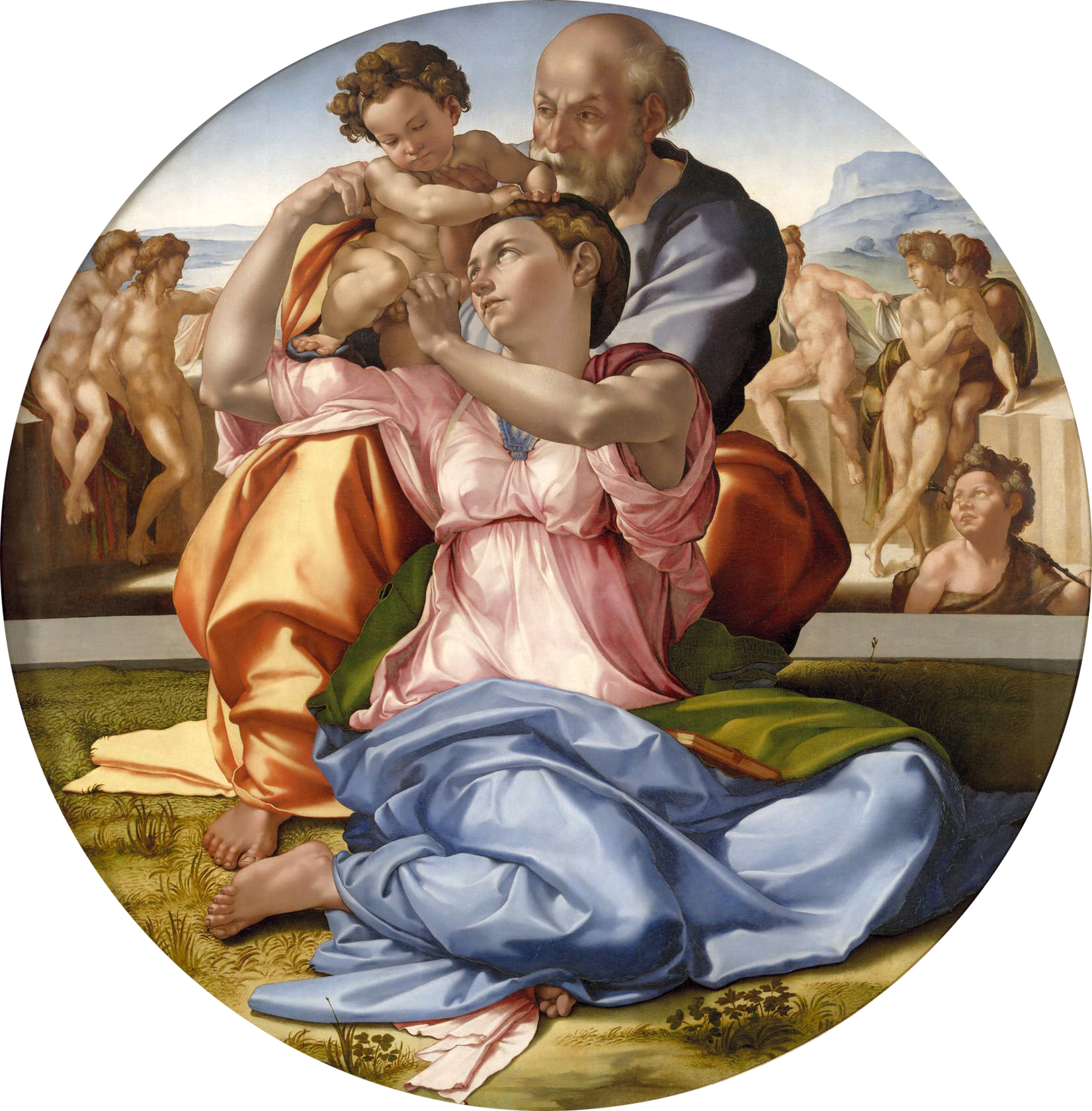
Michelangelo: Tondo Doni
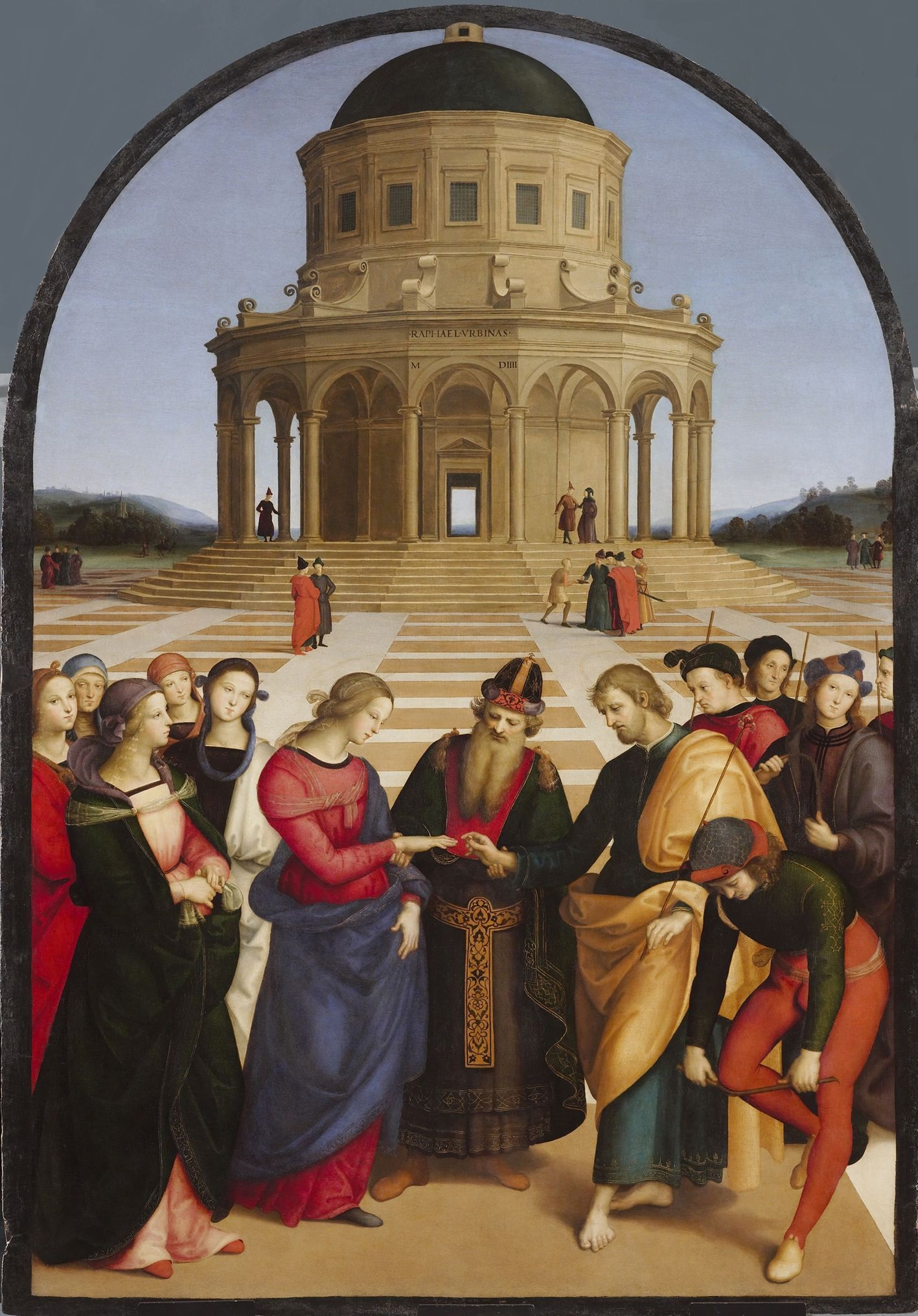
Rafaël: Het huwelijk van de maagd
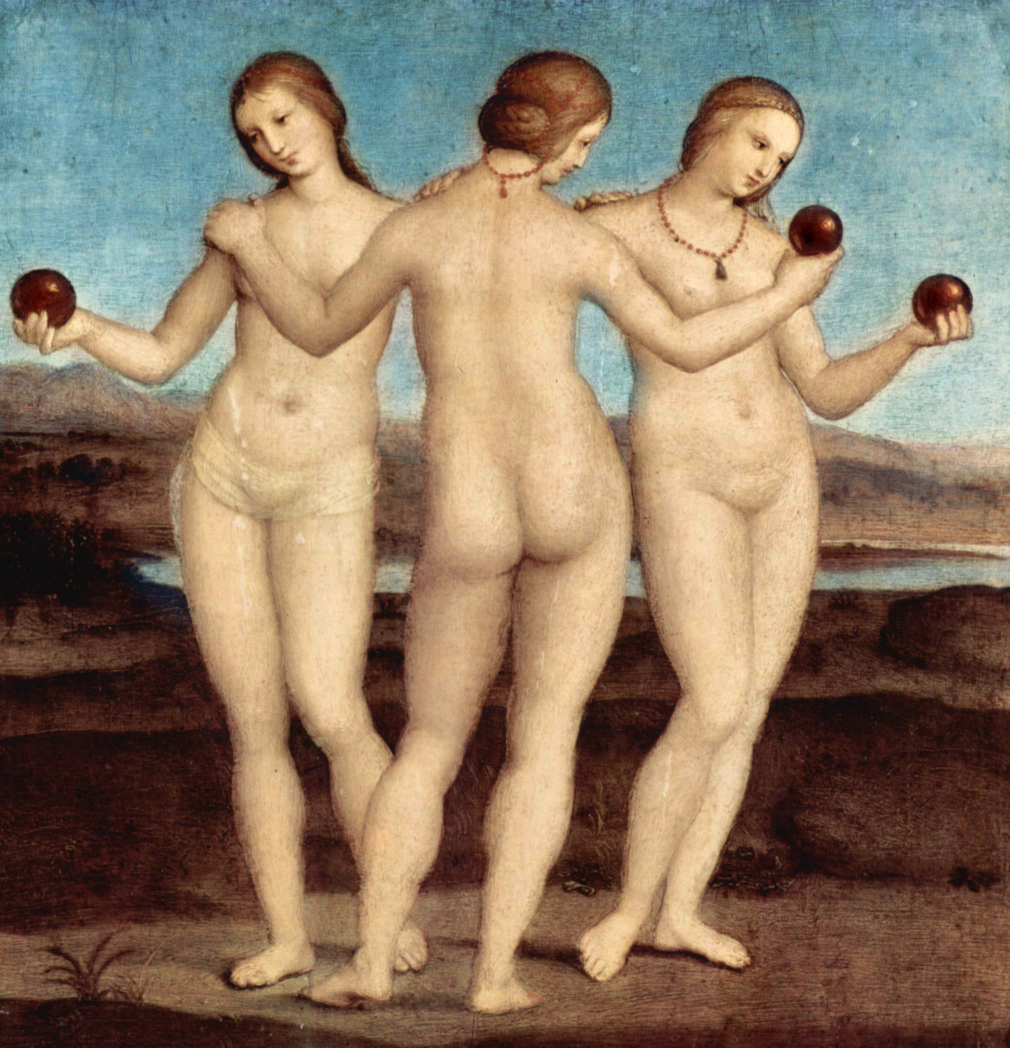
Rafaël: De drie gratiën
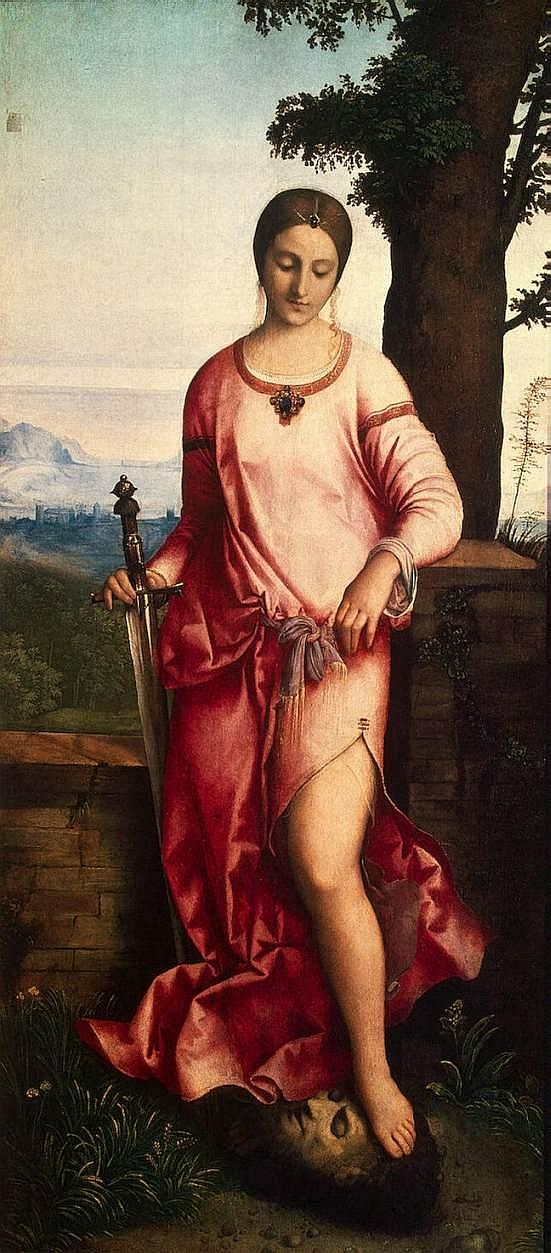
Giorgione: Judit met het hoofd van Holofernes
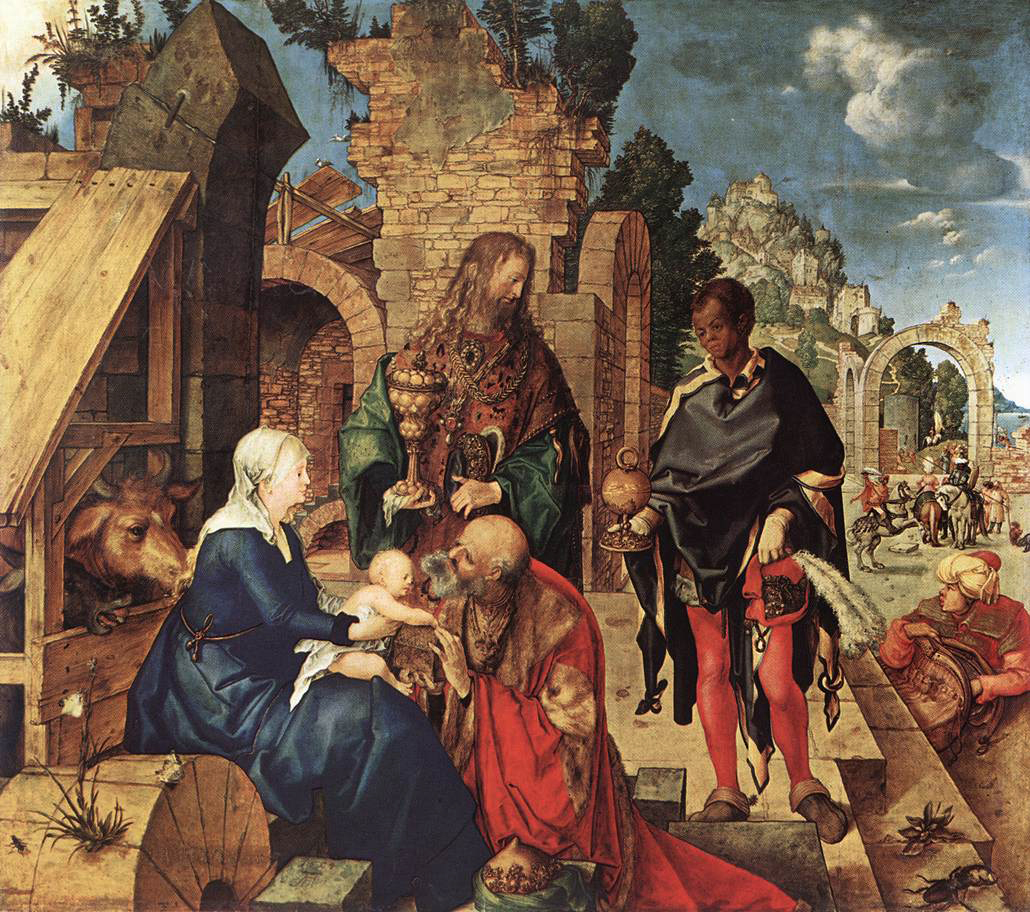
Albrecht Dürer: Aanbidding der Koningen
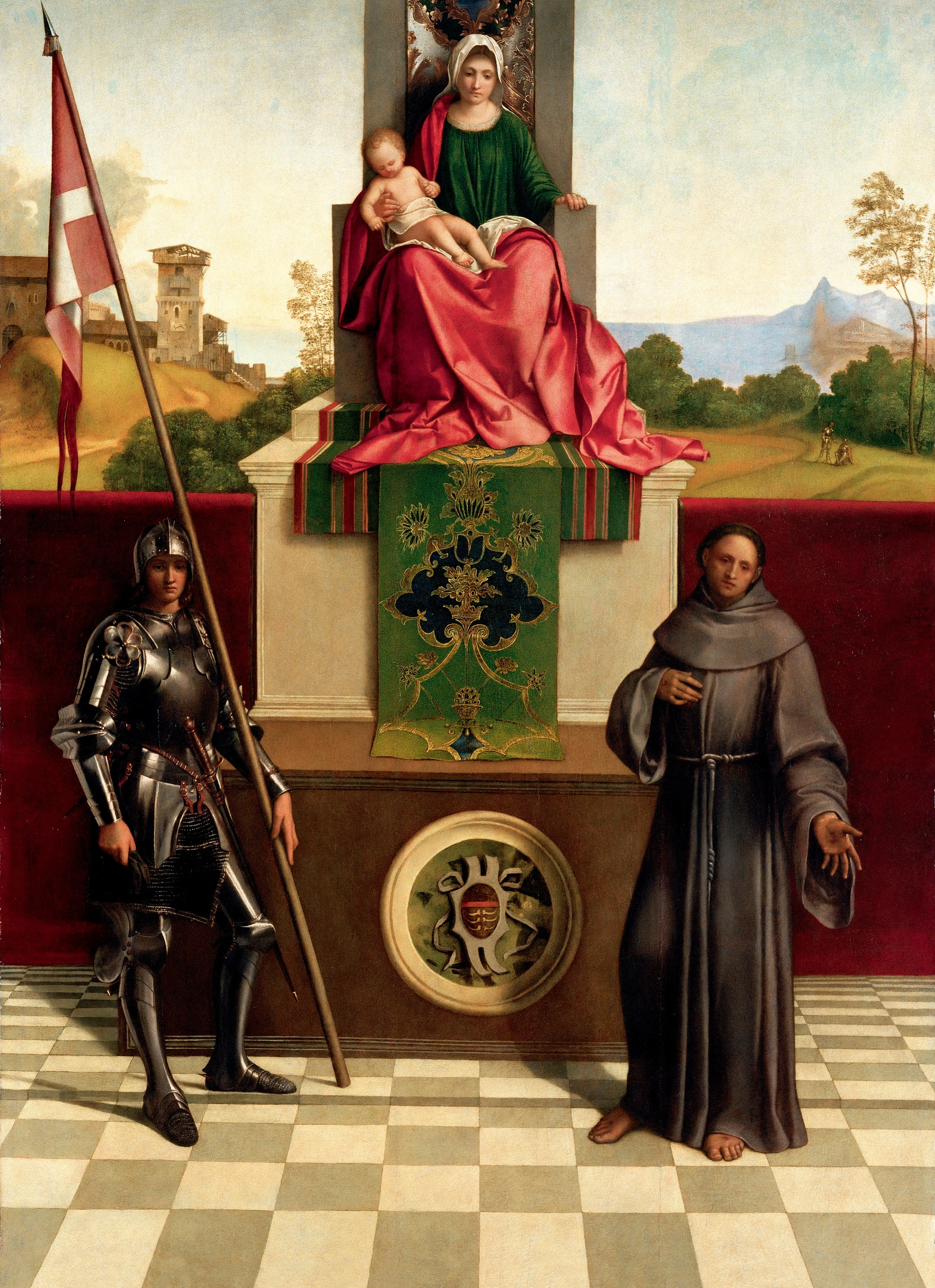
Giorgione: Altaarstuk van Castelfranco
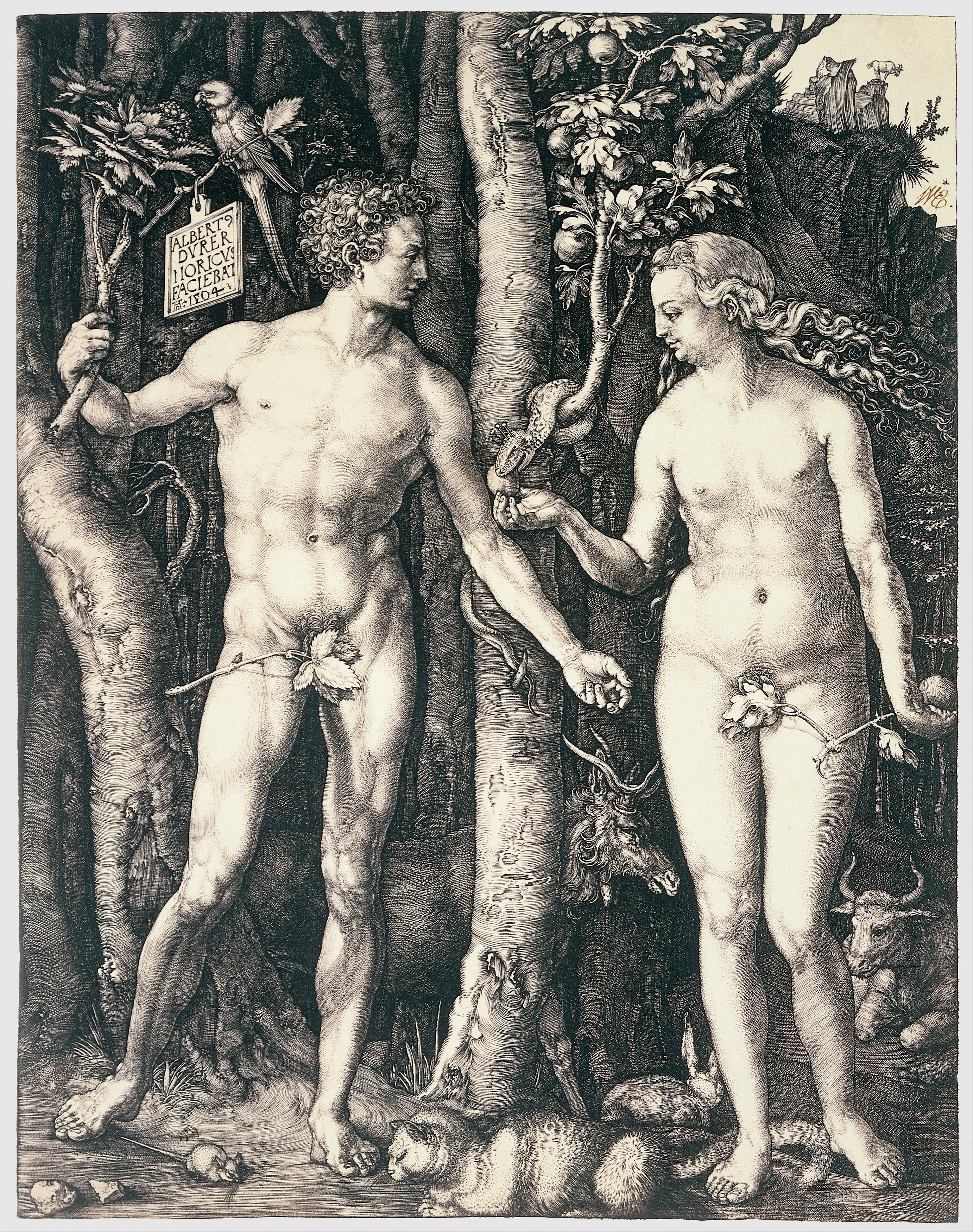
Albrecht Dürer: Adam en Eva

## Opvolging
- Castilië - Isabella I opgevolgd door haar dochter Johanna onder regentschap van dier echtgenoot Filips de Schone.
- generalitat de Catalunya - Ferrer Nicolau de Gualbes i Desvalls opgevolgd door Gonzalo Fernández de Heredia
- patriarch van Constantinopel - Pachomius I opgevolgd door Joachim I, op zijn beurt opgevolgd door Pachomius I
- Friesland - Hendrik van Saksen opgevolgd door zijn broer George van Saksen
- Hanau-Lichtenberg - Filips II opgevolgd door Filips III
- Moldavië - Stefanus III opgevolgd door Bogdan III
- Napels - Lodewijk XII van Frankrijk opgevolgd door Ferdinand II van Aragon
- Nederlanden (landvoogd) - Engelbrecht II van Nassau opgevolgd door Willem van Chièvres
- Saluzzo - Lodewijk II opgevolgd door Michael Anton
- Savoye - Filibert II opgevolgd door zijn halfbroer Karel III
- Vietnam - Le Hien Tong opgevolgd door zijn zoon Le Tuc Tong

## Afbeeldingen

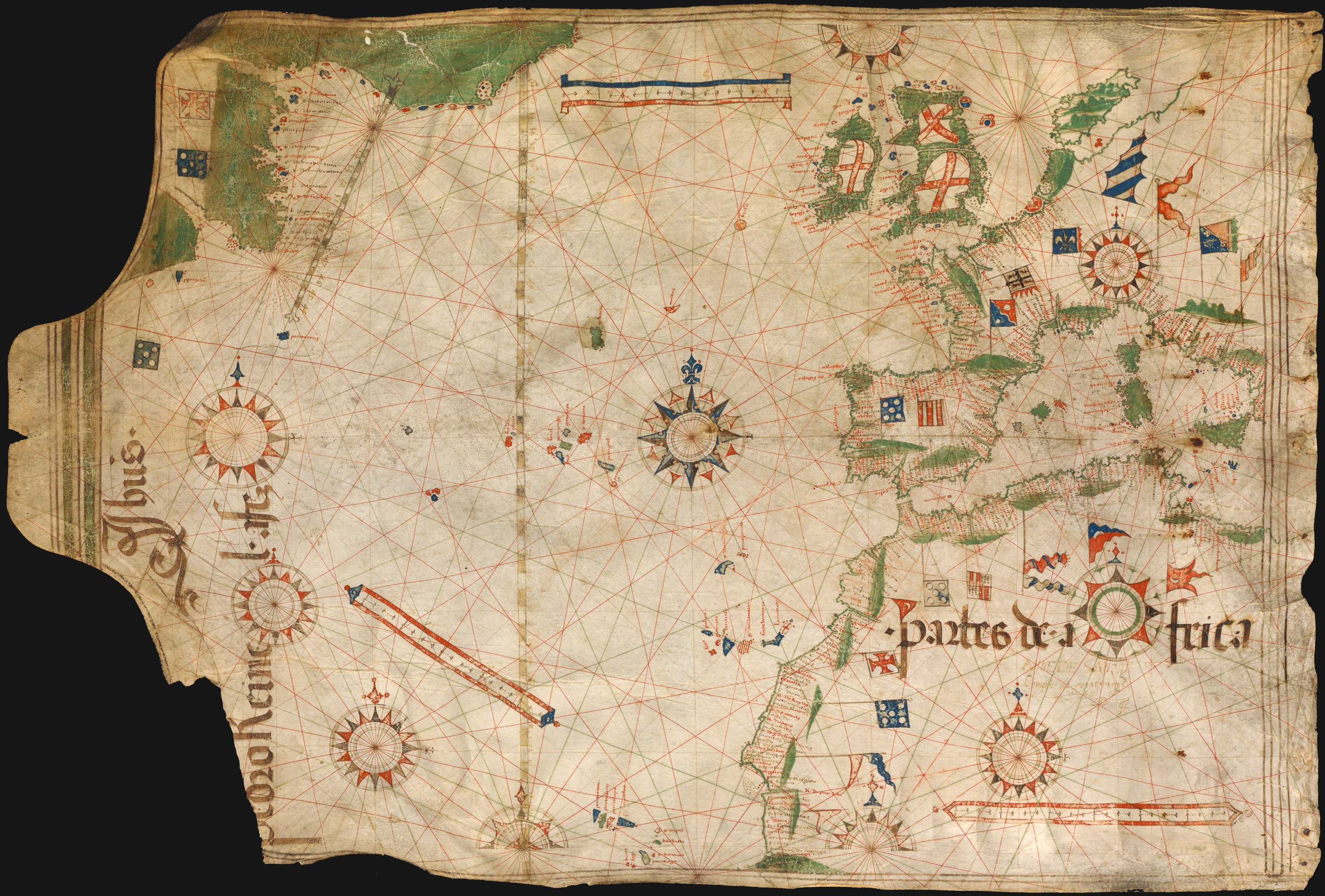
Zeekaart van Pedro Reinel uit 1504
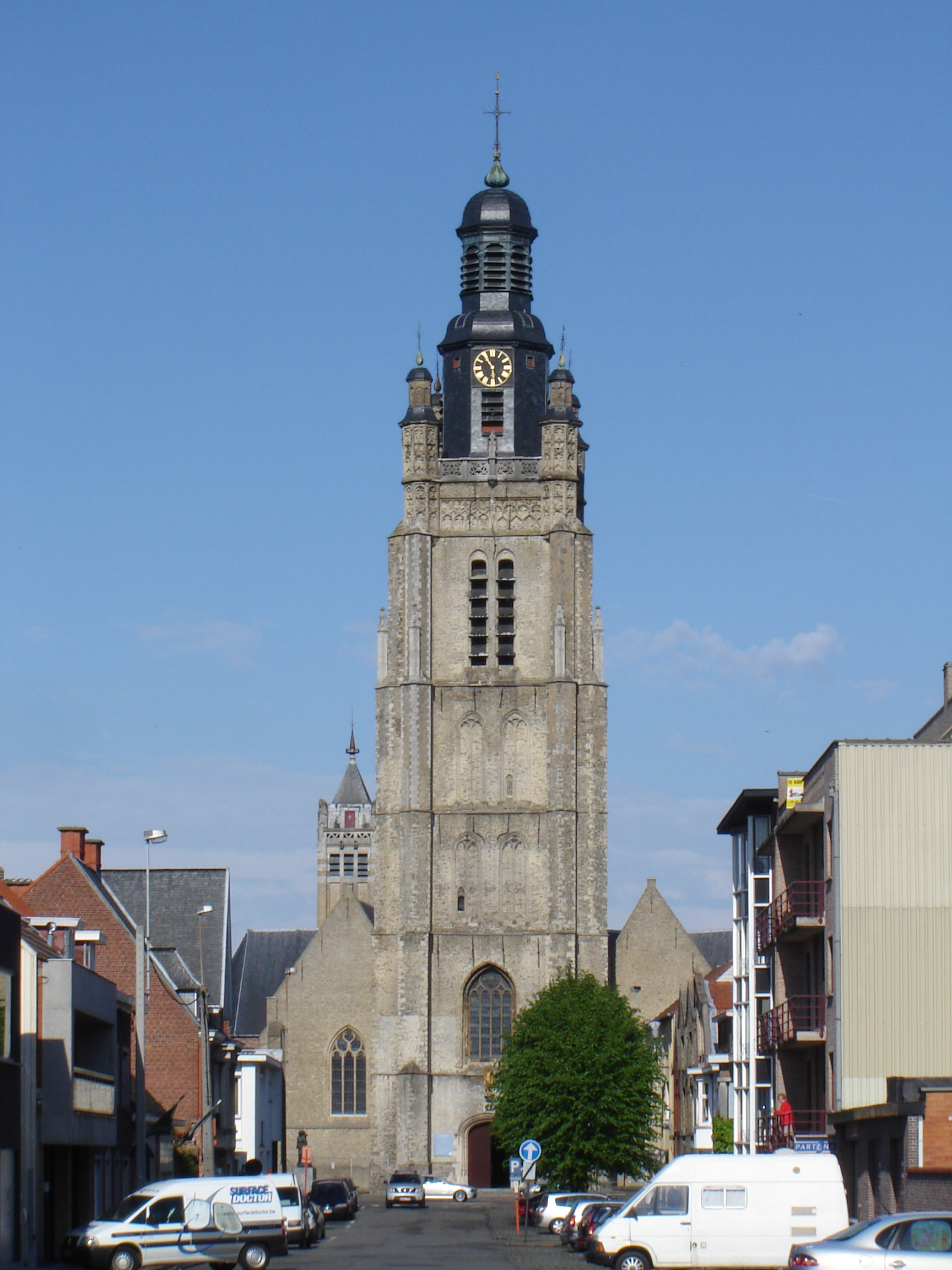
Sint-Michielskerk, Roeselare
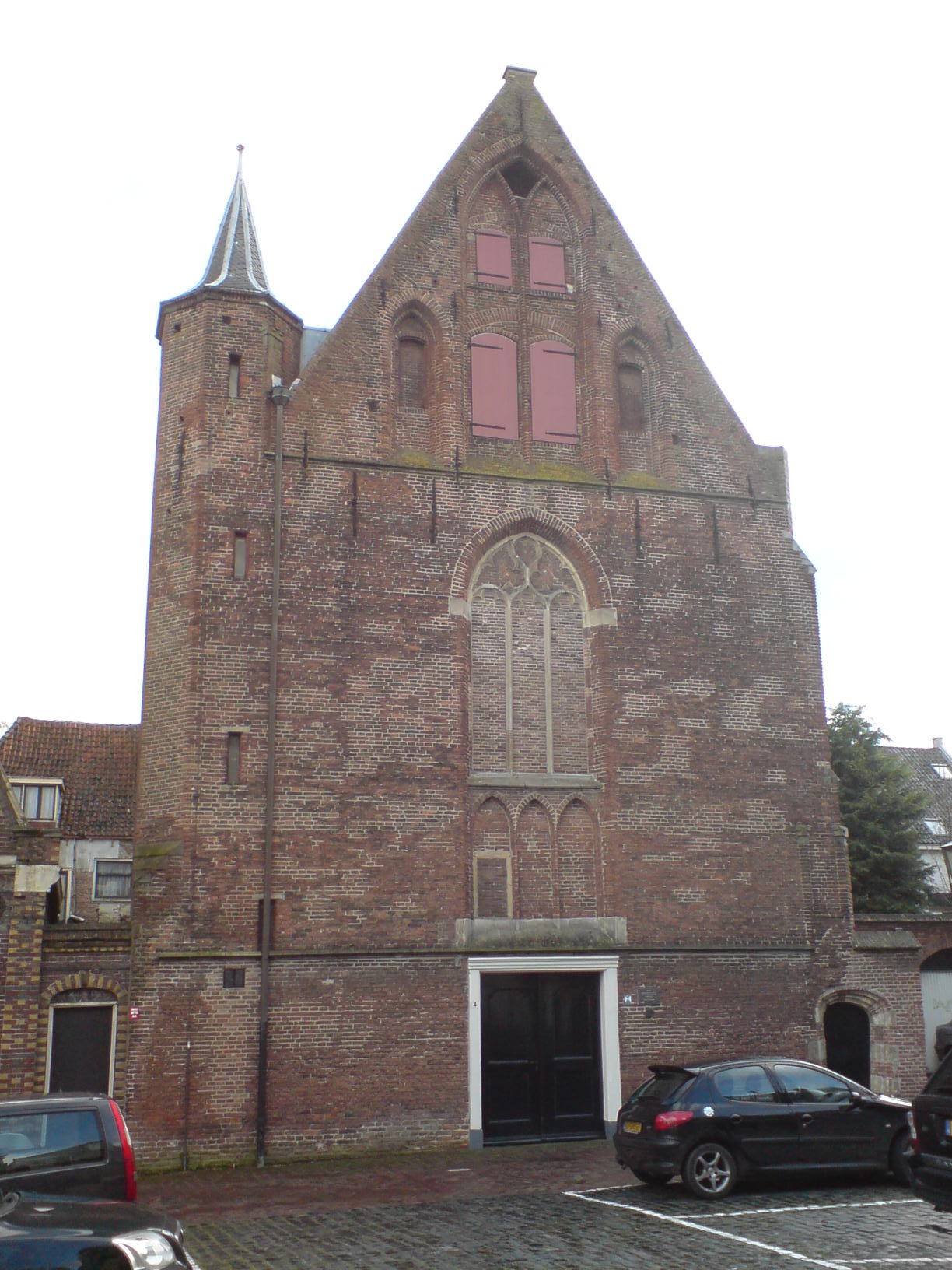
Waalse kerk, Zwolle

## Geboren
- 17 januari - Pius V, paus (1566-1572)
- 31 maart - Goeroe Angad, sikh geestelijk leider
- 30 april - Francesco Primaticcio, Italiaans schilder
- 5 mei - Stanislaus Hosius, Pools kardinaal
- 22 mei - Diederik van Bronckhorst-Batenburg, Noord-Nederlands edelman
- 18 juli - Heinrich Bullinger, Zwitsers theoloog en reformator
- 1 augustus - Dorothea van Denemarken, echtgenote van Albrecht van Pruisen
- 4 september - Johan IV van Anhalt, Duits edelman
- 20 september - Filips III van Nassau-Weilburg, Duits edelman
- 13 november - Filips I, landgraaf van Hessen (1509-1567)
- 20 december - Nicolaus Grudius, Zuid-Nederlands dichter
- 31 december - Beatrix van Portugal, echtgenote van Karel III van Savoye
- Wouter van Bylaer, Nederlands krijgsmonnik
- Pieter van Dale, Zuid-Nederlands geestelijke
- Jeremius de Drijvere, Zuid-Nederlands arts
- John Dudley, Engels staatsman
- Anna van Egmond, Nederlands edelvrouw
- Charles Estienne, Frans anatoom en drukker
- Giovanni Battista Giraldi, Italiaans dichter
- Pietro Lippomano, Venetiaans prelaat
- Zeghere van Male, Zuid-Nederlands handelaar en auteur
- Obu Toramasa, Japans samoerai
- Christoffel van Oldenburg, Duits edelman en legerleider
- Joris van Oostenrijk, Duits prelaat, prins-bisschop van Luik (1544-1557)
- Dirk Philips, Nederlands doopsgezind leider
- Dirck Cornelisz. van Reynegom, Hollands brouwer
- Worp van Ropta, Fries politicus
- Nicholas Udall, Engels toneelschrijver
- George van Egmont, bisschop van Utrecht (jaartal bij benadering)
- Otto V van Waldeck-Eisenberg, Duits edelman (jaartal bij benadering)

## Overleden
- 30 januari - Jan van Riebeke (~63), Zuid-Nederlands politicus
- 5 februari - Jan Standonck (50), Zuid-Nederlands leraar en theoloog
- 17 februari - Everhard II, hertog van Württemberg (1496-1498)
- 5 mei - Anton van Bourgondië, Bourgondisch edelman
- 26 mei - Margaretha van Hanau-Lichtenberg (41), Duits edelvrouw
- 31 mei - Engelbrecht II van Nassau-Breda (53), Bourgondisch edelman
- 2 juli - Stefan III (71), woiwode van Moldavië (1457-1504)
- 8 juli - Jacob de Heere (~64), Zuid-Nederlands politicus
- 9 juli - Piero Fruosino di Antonio da Vinci (~77), Florentijns diplomaat
- 29 juli - Thomas Stanley (~69), Engels edelman
- 20 augustus - Ruprecht van de Palts, Duits edelman en geestelijke
- 10 september - Filibert II (24), hertog van Savoye (1497-1504)
- 15 september - Elisabeth van Beieren (~26), Duits edelvrouw
- 15 september - Lodewijk Roelants, Brabants jurist
- 22 september - Jan II de Krankzinnige (69), Silezisch edelman
- 5 oktober - Michiel van Themseke, Zuid-Nederlands edelman
- oktober - Richard Pole, Engels hoveling
- 9 november - Federik I (53), koning van Napels (1496-1501)
- 21 november - Jasper van Culemborg (~59),
- 26 november - Isabella I (53), koningin van Castilië (1474-1504)
- 21 december - Berthold van Henneberg (~63), aartsbisschop van Mainz
- Le Hien Tong, keizer van Vietnam (1497-1504)
- Le Luc Tong, keizer van Vietnam (1504)
- Johan van den Mynnesten (~79), Duits-Nederlands schilder
- Lodewijk II van Saluzzo, Italiaans edelman
- Filippino Lippi, (~47) Italiaans schilder (jaartal bij benadering)
- Garci Rodríguez de Montalvo, Spaans schrijver (jaartal bij benadering)
- Francisco de la Torre, Spaans componist (jaartal bij benadering)